# Zinsformel von Hardy
Die Zinsformel von Hardy, benannt nach George Francis Hardy, ist eine Zinsformel, die eine näherungsweise Berechnung der im Zeitraum eines Jahres erzielten Rendite erlaubt.
Diese Formel wird vor allem von den Kapitalanlage-Abteilungen von Lebensversicherungsgesellschaften verwendet, sie kann aber ganz allgemein zur Berechnung der Rendite eines Portfolios benutzt werden.

## Aussage
Ist {\displaystyle K_{0}} der Wert des Portfolios zu Jahresbeginn, {\displaystyle K_{1}} der Wert zu Jahresende und {\displaystyle I} der Kapitalertrag, so errechnet sich die Rendite {\displaystyle j} nach
{\displaystyle j={\frac {2\cdot I}{K_{0}+K_{1}-I}}}.
Der Kapitalertrag {\displaystyle I} wird, falls er nicht direkt aus den einzelnen Abrechnungen entnommen werden kann, nach
{\displaystyle I=K_{1}-K_{0}-(E-A)}
berechnet, dabei bedeutet {\displaystyle E} die Summe der Einzahlungen in den Fonds und {\displaystyle A} die Summe der Auszahlungen aus dem Fonds. {\displaystyle E-A} bedeutet den Kapitalzufluss.
Die Zinsformel von Hardy geht von der vereinfachenden Annahme aus, dass
- während des Jahres nur einfache Zinsen anfallen und
- die unterjährigen Zahlungsströme über das Jahr gleichverteilt bzw. – gleichbedeutend damit – auf den 1. Juli konzentriert sind.

Diese Formel geht auf den Aktuar George Francis Hardy zurück, der sie im Dezember 1890 in einem Artikel der Transactions of the Actuarial Society of Edinburgh publiziert hat.